# Norddeutscher Rundfunk
A Norddeutscher Rundfunk (magyarul: Északnémet Rádió és Televízió), Hamburg, Mecklenburg-Elő-Pomeránia, Schleswig-Holstein és Alsó-Szászország regionális közszolgálati médiuma, amely az ARD társaság tagja.

## Tevékenysége

### Televíziós csatornák
| Televíziós csatorna | Tematikája                                          | Logó |
| ------------------- | --------------------------------------------------- | ---- |
| Das Erste           | Országos, általános tematikájú csatorna             |      |
| NDR Fernsehen       | Az NDR regionális adásokat sugárzó csatornája       |      |
| Phoenix             | Politikai, háttér és közéleti műsorok               |      |
| KiKA                | ARD és ZDF közös gyermekcsatornája                  |      |
| arte                | Német-francia kulturális csatorna                   |      |
| 3sat                | ARD, ZDF, ORF és az SRG közös kulturális csatornája |      |
| tagesschau24        | hírcsatorna                                         |      |
| One                 | dokumentum- és kulturáliscsatorna                   |      |

### Rádiós csatornák
| Rádiós csatorna     | Tematikája | Logó |
| ------------------- | --- | ---- |
| NDR 90,3            | Hamburgi tartományi rádió |      |
| NDR 1 Niedersachsen | Alsó-Szászország rádiója, Hannover székhellyel, ami regionális híreket, slágereket, örökzöld és német nyelvű zenéket sugároz.          |      |
| NDR 1 Welle Nord    | Schleswig-Holstein rádiója, Kiel székhellyel, ami regionális híreket, slágereket, örökzöld és német nyelvű zenéket sugároz.            |      |
| NDR 1 Radio MV      | Mecklenburg-Elő-Pomeránia rádiója, Schwerin székhellyel, ami regionális híreket, slágereket, örökzöld és német nyelvű zenéket sugároz. |      |
| NDR 2               | Popzenei rádió |      |
| NDR Kultur          | Klasszikus zene, kulturális műsorok |      |
| NDR Info            | Hír és háttérműsorok |      |
| NDR Info Spezial    | NDR Info kiegészítő rádiója, időjárás-jelentés, külpolitikai hírek és sportközvetítések                                                |      |
| N-Joy               | Fiataloknak szóló műsorok |      |
| NDR Blue            | Zenei műsorok, amelyek a fősodraton kívüli zenékkel foglalkozik                                                                        |      |
| NDR Schlager        | Sláger zenéket sugárzó rádió |      |